# خطبه متقین
خطبه متّقین که به خطبه هَمّام نیز شناخته شده، خطابه‌ای است که علی بن ابیطالب به درخواست شخصی به نام «همّام بن شریح» مبنی بر توصیف صفات و ویژگی‌های متقین و پرهیزگاران بیان کرد.

## علت بیان خطبه
روزی همّام بن شریح از علی (امام اول شیعیان) درخواست می‌کند که ویژگی‌ها و صفات پرهیزگاران را به تصویر بکشد، علی بن ابی طالب باتوجه به ظرفیت وجودی همام از بیان آن خطبه صرف نظر کرده و فقط به قرائت یک آیه قرآن از سوره نحل اکتفا می‌کند، اما همام اصرار می‌کند و وی را سوگند می‌دهد. تا سرانجام علی خطبه را برای او بخواند.
سید رضی درخواست همام از علی را در کتاب نهج‌البلاغه چنین بیان می‌کند:
رُوِیَ أَنَّ صَاحِباً لِأَمِیرِ الْمُؤْمِنِینَ (علیه السلام) یُقَالُ لَهُ هَمَّامٌ کَانَ رَجُلًا عَابِداً فَقَالَ لَهُ یَا أَمِیرَ الْمُؤْمِنِینَ صِفْ لِیَ الْمُتَّقِینَ حَتَّی کَأَنِّی أَنْظُرُ إِلَیْهِمْ فَتَثَاقَلَ (علیه السلام) عَنْ جَوَابِهِ ثُمَّ قَالَ یَا هَمَّامُ اتَّقِ اللَّهَ وَ أَحْسِنْ، فَ «إِنَّ اللَّهَ مَعَ الَّذِینَ اتَّقَوْا وَ الَّذِینَ هُمْ مُحْسِنُونَ». فَلَمْ یَقْنَعْ هَمَّامٌ بِهَذَا الْقَوْلِ حَتَّی عَزَمَ عَلَیْهِ. فَحَمِدَ اللَّهَ وَ أَثْنَی عَلَیْهِ وَ صَلَّی عَلَی النَّبِیِّ (صلی الله علیه وآله) ثُمَّ قَالَ (علیه السلام) ...
گفته شد یکی از یاران پرهیزکار امام علیه السّلام به نام همّام گفت: ای امیر مؤمنان پرهیزکاران را برای من آنچنان وصف کن که گویا آنان را با چشم می‌نگرم. امام علیه السّلام در پاسخ او درنگی کرد و فرمود «ای همّام از خدا بترس و نیکوکار باش که خداوند با پرهیزکاران و نیکوکاران است». امّا همّام دست بردار نبود و اصرار ورزید، تا آن که امام علیه السّلام تصمیم گرفت صفات پرهیزکاران را بیان فرماید. پس خدا را سپاس و ثنا گفت، و بر پیامبرش درود فرستاد، و فرمود …

## اوصاف پرهیزگاران
اوصاف و ویژگی‌های پرهیزگاران را در این خطبه می‌توان به دو بخش «اوصاف اجتماعی» و «اوصاف فردی» تقسیم کرد.

### اوصاف اجتماعی
- نیک‌گفتاری
- میانه‌روی
- فروتنی
- چشم‌پوشی از محرّمات
- گوش‌دادن به علم سودمند
- حریص در طلب دانش
- شکیبایی در سختی
- بخشیدن کسی که بدو ستم کرده
- دوری از سخن زشت
- تباه نکردن آنچه بدانها سپرده‌اند
- فرو بردن خشم
- در امان بودن مردم از بدی آنها
- امیدواری به آنها در کارهای نیک

### اوصاف فردی
- بدگمانی به خویشتن
- ترس از ستوده شدن توسط دیگران
- ایمان با یقین
- بردباری
- امید به امور اخروی و چشم نداشتن به دنیا

## بخشی از خطبه
علی بن ابی‌طالب در بخشی از این خطبه چنین می‌گوید:
... فَالْمُتَّقُونَ فِیهَا هُمْ أَهْلُ الْفَضَائِلِ مَنْطِقُهُمُ الصَّوَابُ وَ مَلْبَسُهُمُ الِاقْتِصَادُ وَ مَشْیُهُمُ التَّوَاضُعُ غَضُّوا أَبْصَارَهُمْ عَمَّا حَرَّمَ اللَّهُ عَلَیْهِمْ وَ وَقَفُوا أَسْمَاعَهُمْ عَلَی الْعِلْمِ النَّافِعِ لَهُمْ نُزِّلَتْ أَنْفُسُهُمْ مِنْهُمْ فِی الْبَلَاءِ کَالَّتِی نُزِّلَتْ فِی الرَّخَاءِ وَ لَوْ لَا الْأَجَلُ الَّذِی کَتَبَ اللَّهُ عَلَیْهِمْ لَمْ تَسْتَقِرَّ أَرْوَاحُهُمْ فِی أَجْسَادِهِمْ طَرْفَةَ عَیْنٍ …
... پس پرهیزگاران خداوندان فضیلتند در این جهان، گفتارشان صواب است و میانه‌روی شان شعار، و فروتنند در رفتار و گفتار، دیده‌هاشان را از آنچه خدا بر آنان حرام کرده پوشیده‌اند، و گوشهاشان را به دانشی که آنان را سودمند است بداشته و آن را نیوشیده. در سختی چنان به سر می‌برند، که گویی به آسایش اندرند؛ و اگر نه این است که زندگی شان را مدتی است که باید گذراند … (ترجمه:سید جعفر شهیدی)

## جایگاه خطبه
اهمیت و جایگاه این خطبه به قدری است که اکنون و بعد از حدود هزار و چهارصد سالی که از بیان آن می‌گذرد، بارها و بارها مورد تحقیق، تفسیر و بررسی قرار گرفته و به عنوان موضوع چندین کتاب، مقاله و پایان‌نامه نیز انتخاب شده‌است.